# Summertime (brano musicale)
Summertime è un'aria composta da George Gershwin per il musical Porgy and Bess del 1935. Il testo è di DuBose Heyward e Ira Gershwin. La canzone è un popolare standard jazz in modo eolio.

## Origine
Gershwin cominciò a comporre la canzone nel dicembre 1933, nell'intento di creare uno spiritual nello stile della musica folk afroamericana del periodo. Il compositore e cantante ucraino-canadese Alexis Kochan ha avanzato l'ipotesi che la melodia possa essere stata ispirata da una Ninna nanna di origine ucraina, Oi Khodyt Son Kolo Vikon (Un Sogno Passa Davanti alla Finestra), che Gershwin avrebbe ascoltato durante un'esibizione a New York del Coro Nazionale Ucraino Oleksander Koshetz.
Summertime fu inserita nell'opera Porgy and Bess che Gershwin stava musicando (nel febbraio del 1934 Gershwin aveva completato la partitura del libretto di DuBose Heyward e dedicò i 20 mesi successivi all'orchestrazione) Nell'opera, la canzone è eseguita prima da Clara nell'atto I come una ninnananna, e poco dopo come contrappunto durante una partita a dadi. Viene ripresa nel secondo atto, sempre da Clara, e infine nel terzo atto da Bess, che la canta per il bambino di Clara.
La prima registrazione della canzone fu fatta da Abbie Mitchell il 19 luglio 1935, con George Gershwin al pianoforte e alla direzione orchestrale (pubblicata nel disco: George Gershwin Conducts Excerpts form Porgy & Bess, Mark 56 667).

## Il testo
Si tratta di una tipica ninna nanna, in cui il cantante rassicura il bambino sul suo presente e futuro. La famosissima prima strofa recita:
(DuBose Heyward)

## Analisi musicale
Secondo il musicologo K. J. McElrath:
"Gershwin ha coronato con grande successo l'intenzione che questo pezzo suonasse come una canzone popolare, rinforzando l'uso reiterato della scala pentatonica Do-Re-Mi-Sol-La nel contesto della tonalità di La minore e la lenta progressione armonica con suggestioni blues. Queste caratteristiche hanno reso "Summertime", per decenni, uno dei pezzi preferiti dei jazzisti, che l'hanno eseguita in una grandissima varietà di tempi e stili"

## Popolarità
Il brano è divenuto uno tra i più popolari standard jazz ed è stato interpretato da un gran numero di artisti, sia in chiave jazz che in chiave rock, al punto da gareggiare con Yesterday dei Beatles per il titolo di canzone reinterpretata più volte. Un gruppo internazionale di collezionisti, chiamato "The Summertime Connection", sostiene di aver recensito 70820 registrazioni differenti (al 31 luglio 2020) e 98400 esibizioni pubbliche.
La prima versione ad entrare in una classifica fu quella di Billie Holiday, del settembre del 1936, che raggiunse la dodicesima posizione. Tra le molte registrazioni notevoli si ricordano quella di Louis Armstrong e Ella Fitzgerald (1957), Miles Davis (1958), Al Martino (1960), John Coltrane (1961), Janis Joplin (1968). Nel 1986 ("Billy Eckstine sing with Benny Carter") uscì la prima e unica incisione dopo oltre 45 anni di carriera e un centinaio di milioni di dischi venduti, di colui che il critico e storico della musica Dempsey Travis ha definito "The ballad singer of the century", cioè B.Eckstine.
La versione di maggior successo commerciale fu quella di Billy Stewart, decimo nella classifica Hot 100 di Billboard del 1966.
In Italiano è stata tradotta da Mario Panzeri ed eseguita da Johnny Dorelli nel 1961, con il titolo Summertime (Tempo d'estate).
Summertime è stata tradotta ed eseguita in italiano anche da I Dalton.

## Alcune interpretazioni

### Classica
- Barbara Hendricks (Tribute to George Gershwin, It's Wonderful, 1990)
- Yehudi Menuhin (Le Violon du siècle, album du 90e anniversaire, 2006; EMI classics) - strumentale
- Orchestra filarmonica di Londra sotto la direzione di Simon Rattle, con Cynthia Haymon (Bess), 1992
- Avi Kaplan

### Jazz
- Al Jarreau
- George Benson
- Ella Fitzgerald and Louis Armstrong (Porgy and Bess, 1957; Verve)
- Bill Evans
- Nicola Arigliano
- Mahalia Jackson
- Mildred Bailey
- Chet Baker (In Paris)
- Count Basie (Good time blues, 1970; Lullaby Of Birdland, 1997)
- Sidney Bechet
- George Benson (In Concert-Carnegie Hall, 1975)
- Booker T. & the M.G.'s (And Now !, 1966; Stax) - strumentale
- Rossana Casale (Jazz in me)
- Ray Charles
- John Coltrane (My Favorite Things, 1961; Atlantic) - strumentale
- Miles Davis (Porgy and Bess, 1958; Columbia et Sony Music)- strumentale con arrangiamenti di Gil Evans
- Billy Eckstine Billy Eckstine sings with Benny Carter, 1986 Verve Records
- Stan Getz (Getz au Go-Go, Verve, 1964)
- Billie Holiday (Lady Day: The Complete Billie Holiday On Columbia, 1933-1944; Columbia)
- Joe Henderson
- Molly Johnson (Another Day, 2003)
- Glenn Miller
- Mina (Singolo del 1961, album Moliendo café del 1962)
- Modern Jazz Quartet
- Charlie Parker (Jazz 'Round Midnight,1973)
- Nina Simone
- Billy Stewart (Billy Stewart Teaches Old Standards New Tricks, 1966)
- Sarah Vaughan (Sarah Vaughan Sings Gershwin, 1998; Verve)
- Herbie Hancock e Joni Mitchell (Gershwin's World, 1998)
- Caetano Veloso (A Foreign Sound, 2004)
- Keith Jarrett (Tokjo, 1987)
- Raphael Gualazzi (Love Outside the Window, 2005)
- Oscar Peterson (The Oscar Peterson Trio)
- Melody Gardot  (Bye Bye Blackbird, 2010)
- Lana Del Rey, (2020)
- Albert Ayler, (My Name is Albert Ayler, 1964)
- Joe Pass

### Rock
- Devendra Banhart
- Brainbox (Brainbox, 1969)
- Paul McCartney (Снова в СССР, 1991; Parlophone)
- Janis Joplin (Big Brother and the Holding Company, Cheap Thrills, 1967; Columbia) - versione blues-rock con arrangiamenti significativi dell'intro e dell'assolo originali)
- Morcheeba (Summertime, 1998; China Records)
- Stereophonics - (A Thousand Trees, 1997)
- The Zombies
- Ten Years After
- The Doors (nei concerti, nell'interludio Fever - insieme a St. James Infirmary - dentro Light My Fire)
- Annie Lennox (Nostalgia, 2014)

### Altre versioni
- Andrea Braido presente nell'album (Jazz Garden & Friends del 2008)
- Leontyne Price
- Mina
- Lara Saint Paul
- Cody Simpson
- I Cinque Elementi Wind Quintet (versione per quintetto di fiati dal vivo)
- Lloyd Clarke - versione reggae
- B.B. Seaton et Lloyd Charmers nel 1973 - versione reggae
- Me First and the Gimme Gimmes - versione punk rock (Are a Drag' , 1999)
- Jim Murple Memorial - versione ska
- Doc Watson versione Bluegrass
- Gerry and the Pacemakers
- Scarlett Johansson
- Céline Dion (Jerry Lewis MDA Telethon 2006)
- Fantasia Barrino (American Idol 2004)
- Charlotte Church
- Sam Cooke nel 1957
- Ricky Nelson nel 1962
- Bob Crosby
- Tommy Dorsey
- Jerry Garcia, David Grisman, e Tony Rice in The Pizza Tapes
- Al Green
- Geri Halliwell B side di Mi Chico Latino
- Wayne Hancock
- Herbie Hancock & Joni Mitchell
- Brainbox
- Coleman Hawkins
- Billie Holiday
- Billy Idol & Slash
- Angélique Kidjo
- Lambert, Hendricks & Ross
- Marilyn Manson
- Paul McCartney
- Audra McDonald
- Me First and the Gimme Gimmes
- Loulie Jean Norman
- Renee Olstead
- Leontyne Price
- R.E.M.
- Peter Gabriel nell'album The Glory of Gershwin del 1994
- Sonny Rollins
- Santo & Johnny
- Artie Shaw
- Derek Sherinian
- Nina Simone
- Frank Sinatra
- SKAMP
- Theresa Sokyrka
- Billy Stewart
- Sublime
- The Zombies
- Mahalia Jackson
- Renée Fleming
- Christina Collier and Peter Jeffes
- The Stereophonics
- Mitrohin's Master Band
- Nick Drake
- Joe Pass and Oscar Peterson
- The Smashing Pumpkins (Strumentale in concerto)
- The Trashmen
- Booker T. & the MG's (acustica)
- Pink
- Leona Lewis (X Factor)
- I Giganti
- Benedetta Giovagnini
- Johnny Dorelli (in italiano)
- Antonella Ruggiero nell'album Quando facevo la cantante - CD 4 Canzoni dal mondo
- The Rokes nel quarto album